# منصور بشير
منصور بشير التركي هو لاعب كرة قدم سعودي معتزل، لعب لنادي الهلال في مركز المهاجم.

## وصلات خارجية
- صفحة اللاعب على موقع نادي الهلال